# 里夏德·阿道夫·席格蒙迪
里夏德·阿道夫·席格蒙迪（德語：Richard Adolf Zsigmondy，1865年4月1日—1929年9月24日），奥地利、德国籍的匈牙利裔化学家，1925年度诺贝尔化学奖获得者（1926年頒發），主要研究领域为胶体化学。月球上有以其名字命名的“席格蒙迪环形山”。

## 早期经历
席格蒙迪1865年4月1日出生于奥地利帝国的维也纳。其父阿道夫·席格蒙迪为牙科在奥地利的发展做了很大贡献，还发明了几种牙科医疗器材。阿道夫·席格蒙迪在1880年早逝，席格蒙迪由母亲抚养长大，接受了全面的教育，另一方面也保持攀岩、登山和游泳等爱好。高中阶段，席格蒙迪培养了对自然科学，尤其是化学和物理的兴趣，并开始在家中自己做实验。

## 学术生涯

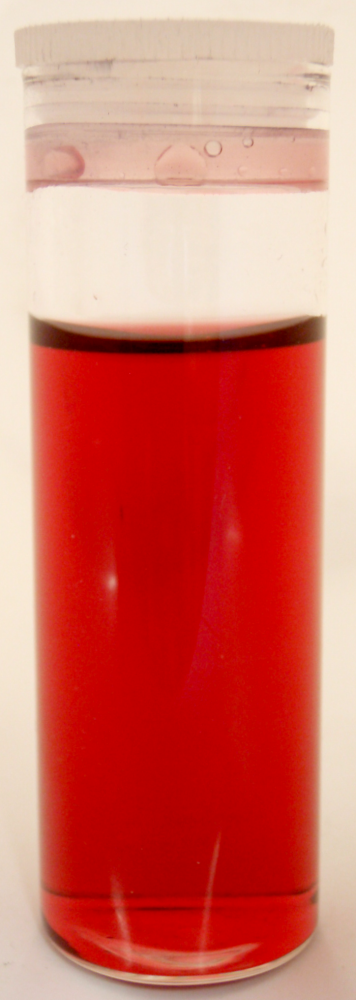
一瓶水溶性膠態金（colloidal gold），其金粒子大小決定顏色

席格蒙迪在维也纳大学医学院开始大学阶段的学习，但为了学习化学很快就转学到維也納工業大學，后来又转到慕尼黑大学。在慕尼黑大学期间，他在威廉·冯·米勒教授的指导下开始科学研究，重点研究茚，并于1889年获得博士学位。
席格蒙迪后来离开有机化学领域，加入柏林大学奥古斯特·孔特的物理研究组。1893年在格拉茨大学完成德语国家教授资格考试（Habilitation）。1897年，由于他在玻璃及其着色方面的知识，位于耶拿的肖特玻璃制造厂向他提供一份工作。席格蒙迪接受了这一工作，在该厂期间，他对茶色玻璃进行研究，还发明了一种玻璃，命名为“Jenaer Milchglas”。1900年，席格蒙迪从肖特玻璃制造厂离职，但仍留在耶拿，独立开展研究。他与光学器材厂商蔡司公司合作，研制了狭缝超显微镜。1907年，他加入格丁根大学，成为无机化学研究所教授和所长，直到1929年2月退休。

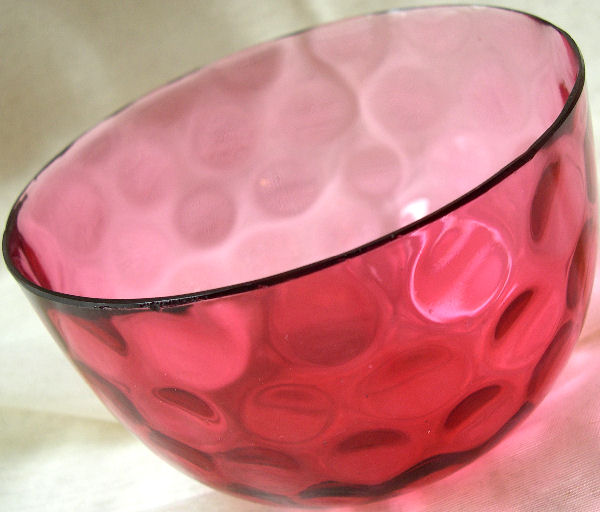
复古蔓越莓玻璃碗

1926年，席格蒙迪因“证明了胶体溶液的异相性质，以及确立了现代胶体化学的基础”，被授予1925年度的诺贝尔化学奖。这些成果出自他在格拉茨和耶拿的时期。甚至在完成博士论文之前，他已经对使用银盐对玻璃着色进行了研究，并发表相关论文。在格拉茨时期，他完成了自己最著名的关于胶体的研究工作。其中一项成果就是产生茶色玻璃的精确机制。其后几年，他研究胶態金（或称金溶胶）及其在蛋白质标记上的用途。

## 个人生活
席格蒙迪于1903年与劳拉·路易丝·穆勒结婚。他们拥有两个女儿。从格丁根大学退休后不久，席格蒙迪于1929年9月24日在格丁根去世。

## 延伸阅读
- （德文）J. Reitstötter. . Colloid & Polymer Science. 4 November 1965, 211 (1-2): 6–7. ISSN 0303-402X. OCLC 39973796. doi:10.1007/BF01500203.
- （英文）. Nature. 1965, 206 (4980): 139. doi:10.1038/206139a0.
- （德文）Lottermoser. . Angewandte Chemie. 1929, 42 (46): 1069–1070. doi:10.1002/ange.19290424602.
- （德文）. Angewandte Chemie. 1925, 38 (14): 289. doi:10.1002/ange.19250381402.
- （德文）H. Freundlich. . Berichte der deutschen chemischen Gesellschaft. 1930, 63 (11): A171–A175. doi:10.1002/cber.19300631144.